# Schneider's Anti-Noise Crusade
Schneider's Anti-Noise Crusade er en amerikansk stumfilm fra 1909 af D. W. Griffith.

## Medvirkende
- John R. Cumpson som Mr. Schneider
- Florence Lawrence som Mrs. Schneider
- Anita Hendrie som Lena
- Arthur V. Johnson
- Jeanie MacPherson